# Meraw
Meraw (hebr. מירב; ang. Merav) – kibuc położony w Samorządzie Regionu Emek ha-Majanot, w Dystrykcie Północnym, w Izraelu. Członek Ruchu Religijnych Kibuców (Ha-Kibbuc Ha-Dati).

## Położenie
Kibuc Meraw jest położony na wysokości od 390 do 440 metrów n.p.m. w centralnej części masywu Wzgórz Gilboa na północy Izraela. Leży na szczycie i południowo-wschodnich zboczach góry Har Awinadaw (440 m n.p.m.). Na północy wznosi się szczyt Micpe Gilboa (500 m n.p.m.), na północnym wschodzie Matlul Awinadaw (383 m n.p.m.), a na południu Har Malkiszua (536 m n.p.m.). W kierunku wschodnim teren stromo opada do Doliny Bet Sze’an, która leży w depresji Doliny Jordanu. Z tego powodu różnica wysokości jest dużo większa i wynosi tutaj ponad 500 metrów. Do doliny spływa tędy głębokim wadi strumień Nachal Awinadaw. Na północnym wschodzie są źródła strumienia Nachal Cwija, na południowym wschodzie strumienia Nachal Malchiszua (spływają do Doliny Bet Sze’an), a na południu źródła strumienia Nachal Kiszon (spływa na zachód). Po stronie północnej teren łagodnie opada ku przełęczy pod górą Micpe Gilboa. Ten niewielki obszar jest wykorzystywany pod uprawy rolnicze. Po stronie zachodniej teren opada głębokimi wadi ku wzgórzom Samarii. W otoczeniu kibucu Meraw znajdują się kibuce Ma’ale Gilboa, Reszafim i Szeluchot, moszaw Rewaja, oraz wieś Malkiszua. W odległości około 200 metrów na zachód od kibucu przebiega mur bezpieczeństwa oddzielający terytorium Izraela od Autonomii Palestyńskiej. Po stronie palestyńskiej znajdują się wioski Dżalbun, Dajr Abu Da’if, Umm at-Tut, Dżalkamus i Al-Mughajjir.
Meraw jest położony w Samorządzie Regionu Emek ha-Majanot, w Poddystrykcie Jezreel, w Dystrykcie Północnym Izraela.

## Historia

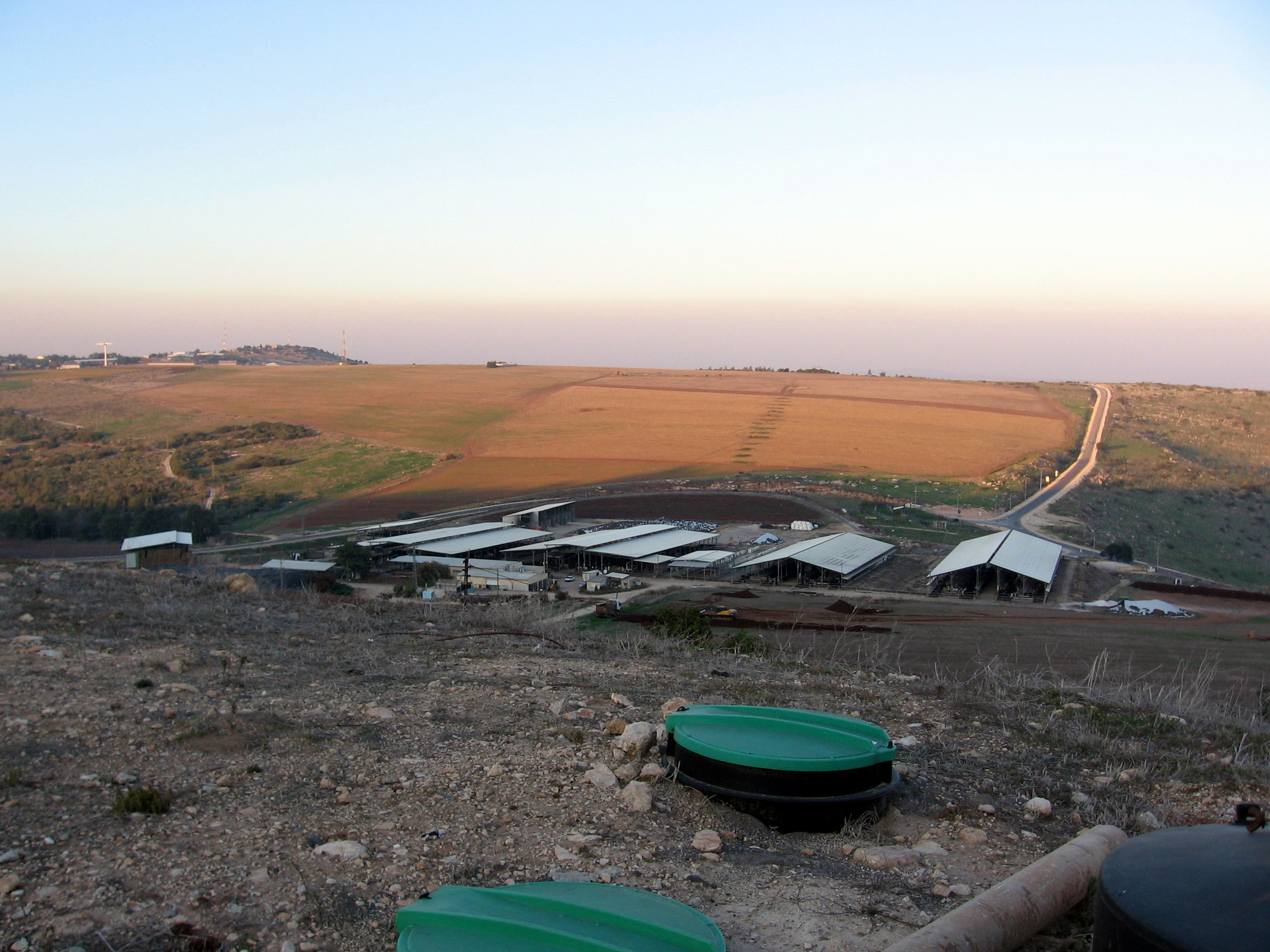
Spółdzielnia mleczarska w kibucu Meraw

W wyniku wojny sześciodniowej w 1967 roku całe terytorium Judei i Samarii znalazło się pod kontrolą Izraela, a grzbietem Wzgórz Gilboa przebiegała granica terytoriów okupowanych. W celu strzeżenia granicy, już w 1962 roku powstała w pobliżu placówka wojskowa, którą w 1968 roku przekształcono w kibuc Ma’ale Gilboa. W 1982 roku w rejonie pobliskiego szczytu Har Malkiszua powstała druga placówka wojskowa. Służyli w niej członkowie ruchu Nachal, którzy łączyli służbę wojskową ze studiami religijnymi. W 1987 roku postanowiono przekształcić ją w cywilny kibuc. Aby ułatwić jego funkcjonowanie, wybrano dla niego nową lokalizację, która znajdowała się około 1,5 km na północny zachód na szczycie góry Har Awinadaw. Nowy kibuc nazwano Meraw. Niektórzy łączą jego nazwę z historią śmierci króla Saula i jego trzech synów w bitwie na wzgórzu Gilboa. Uważają oni, że bitwa miała miejsce w bezpośrednim sąsiedztwie kibucu. Najstarsza córka króla Saula miała na imię Merab (Meraw). Jednak nazwa kibucu może być również tłumaczona na dwa inne sposoby. Słowo meraw może być tłumaczone jako dużo wody [rosy] lub większość.
W kibucu Meraw zamieszkali członkowie ruchu religijnego Bene Akiwa, którzy byli stowarzyszeni z Ruchem Religijnych Kibuców. Wraz z sąsiednim kibucem Ma’ale Gilboa stworzyli blok religijnych kibuców na Wzgórzach Gilboa. Z racji swojego położenia powinny one należeć do Samorządu Regionu Ha-Gilboa, jednak w Dolinie Bet Sze’an znajdowała się już grupa religijnych kibuców, i z tego powodu Meraw i Ma’ale Gilboa znalazły się pod jurysdykcją Samorządu Regionu Emek ha-Majanot. W 1990 roku w sąsiedztwie utworzono wieś terapeutyczną Malkiszua (powstała w pierwotnej lokalizacji kibucu Meraw). Do czasu wybuchu w 2000 roku palestyńskiego powstania Intifada Al-Aksa, w kibucu było stale zatrudnionych około 100 Palestyńczyków z pobliskiej wioski Jalbun. Jednak w 2001 roku doszło do ataku terrorystycznego, w którym zginęła mieszkanka kibucu. W konsekwencji w sąsiedztwie kibucu wybudowano mur bezpieczeństwa oddzielający państwo Izrael od terytoriów Autonomii Palestyńskiej. Zwiększyło to poczucie bezpieczeństwa w kibucu. Palestyńczycy utracili jednak miejsca pracy. Przy budowie muru nastąpiła także aneksja części palestyńskich ziem.

## Demografia
Większość mieszkańców kibucu jest Żydami:

## Gospodarka i infrastruktura
Gospodarka kibucu opiera się na intensywnym rolnictwie, sadownictwie, fermie drobiu i hodowli bydła mlecznego. Z przemysłu znajduje się zakład produkujący świeczki. W kibucu jest przychodnia zdrowia z gabinetem stomatologicznym, sklep wielobranżowy i warsztat mechaniczny.

## Transport
Z kibucu wyjeżdża się na wschód na drogę nr 667, którą jadąc na północ dojeżdża się do kibucu Ma’ale Gilboa, lub jadąc na południowy wschód dojeżdża się do skrzyżowania z drogą nr 90 przy moszawie Sede Terumot. Lokalna droga prowadzi na południowy zachód do wsi terapeutycznej Malkiszua.

## Edukacja i kultura
Kibuc utrzymuje przedszkole. Starsze dzieci są dowożone do szkoły podstawowej w kibucu Sede Elijjahu. Kibuc posiada własną synagogę i mykwę. W kibucu znajduje się ośrodek kultury z biblioteką, oraz boisko do piłki nożnej.

## Turystyka
Największą tutejszą atrakcją turystyczną jest Rezerwat przyrody Gilboa Mizrachi. Chroni on typową roślinność Wzgórz Gilboa. Ze szczytu Micpe Gilboa rozciąga się panorama na całą okolicę. W wadi strumienia Nachal Awinadaw znajdują się jaskinie krasowe. W okolicy wytyczono szlaki turystyczne, umożliwiające zwiedzanie wzgórz.